# Giro d'Italia de 2004
Giro d'Italia 2004 foi a octagésima sétima edição da prova ciclística Giro d'Italia ("Corsa Rosa"), realizada entre os dias 8 e 30 de maio de 2004.
A competição foi realizada em 20 etapas com um total de 3.435 km.
Largaram 169 competidores, cruzaram a linha de chegada 140 corredores. Estiveram presentes 19 equipes profissionais, cada uma delas formada por 9 membros, 11 eram de origem italianas, 3 da Bélgica, e com uma equipe foram representadas a Colômbia, Espanha, França e Alemanha.
O vencedor foi o ciclista italiano Damiano Cunego, com 22 anos de idade na época da prova.

## História
Com a largada na cidade de Genova, e a tradicional chegada na cidade de Milão, a "Maglia rosa" foi carregada por 5 diferentes ciclistas, Bradley McGee, Olaf Pollack, Gilberto Simoni, Yaroslav Popovych e Damiano Cunego que venceu 11 etapas e chegou a etapa final com ela.
Fabian Wegmann da Alemanha, liderou as etapas de montanha, ganhando o direito de vestir a "Maglia verde".
O doping esteve presente no "Giro 2004", no caso conhecido como "Oil for Drug", estiveram envolvidos o ciclista italiano Danilo Di Luca, e o também italiano Eddy Mazzoleni.

## Ver também

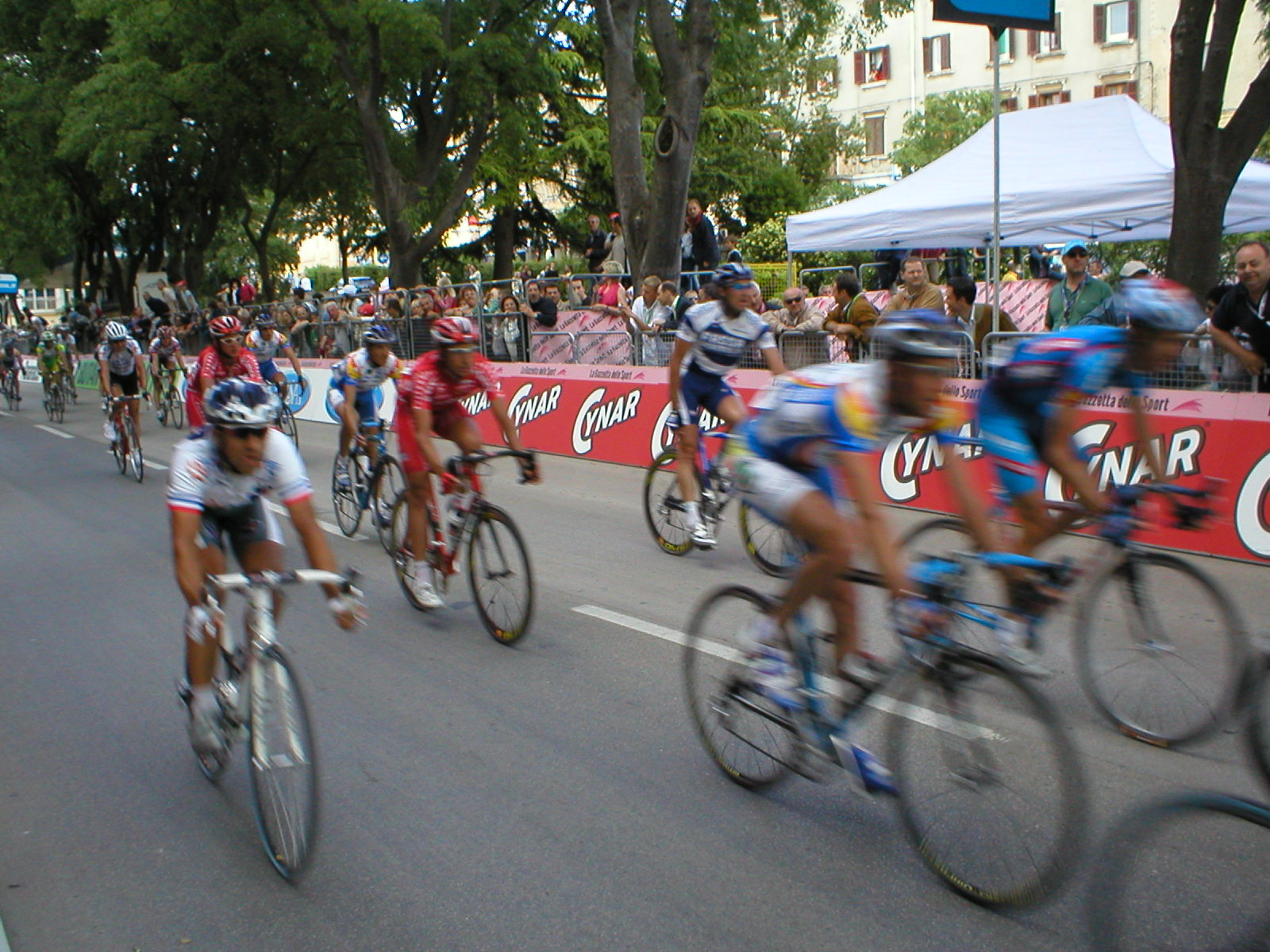
14ª etapa
Pula, Croácia

## Resultados

### Classificação geral

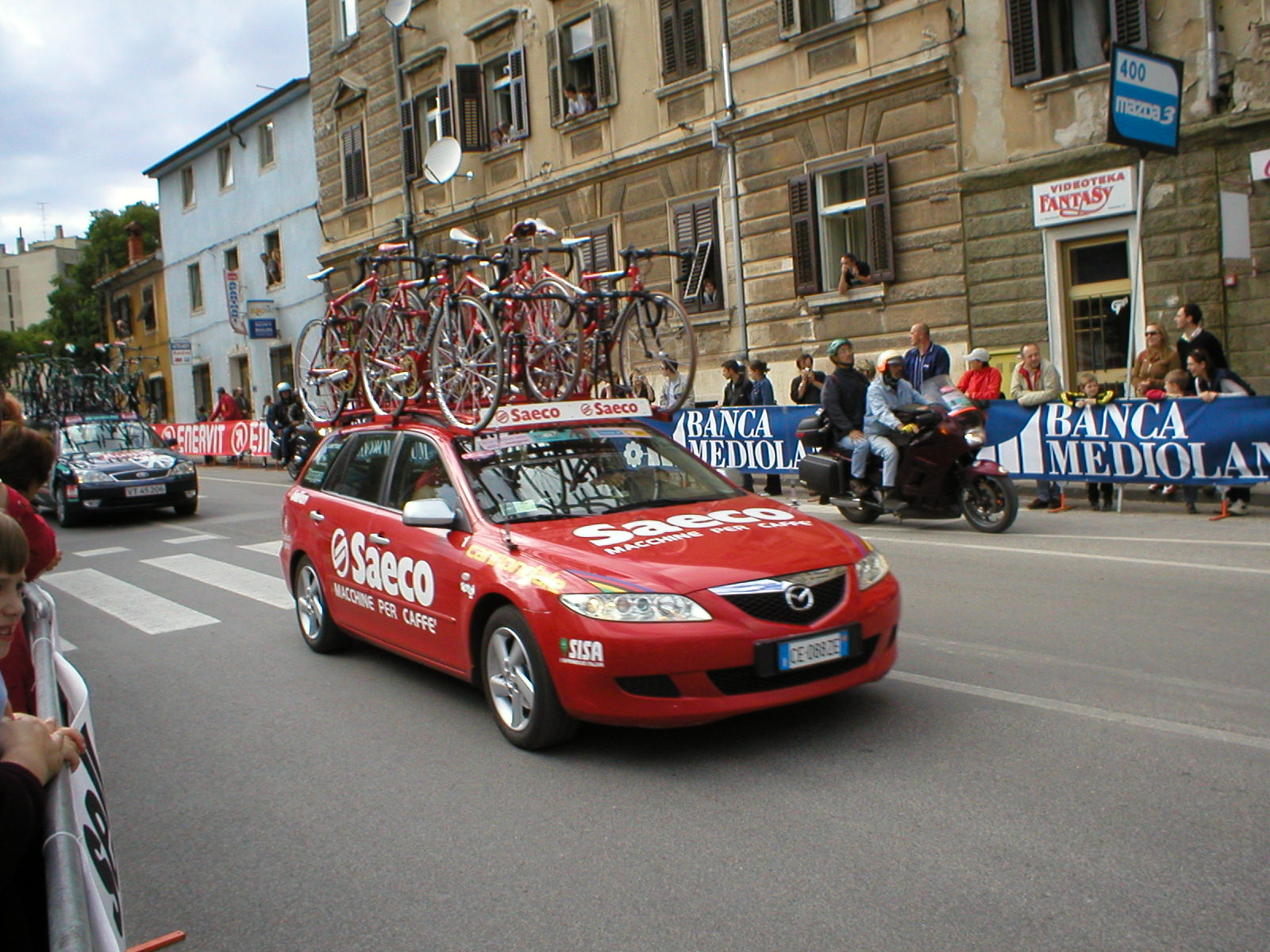
Equipes de apoio
"Giro d'Italia 2004"

| Posição | Nome               | País      | Equipe                                 | Tempo de prova |
| ------- | ------------------ | --------- | -------------------------------------- | -------------- |
| 1       | Damiano Cunego     | Itália    | "Saeco"                                | 88h 40' 43"    |
| 2       | Serguei Gonchar    | Ucrânia   | "De Nardi"                             | 2' 02"         |
| 3       | Gilberto Simoni    | Itália    | "Saeco"                                | 2' 05"         |
| 4       | Dario Cioni        | Itália    | "Fassa Bortolo"                        | 4' 36"         |
| 5       | Yaroslav Popovych  | Ucrânia   | "Landbouwkrediet-Colnago"              | 5' 05"         |
| 6       | Stefano Garzelli   | Itália    | "Vini Caldirola - Nobili Rubinetterie" | 5' 31"         |
| 7       | Wladimir Belli     | Itália    | "Lampre-Caffita"                       | 6' 12"         |
| 8       | Bradley McGee      | Austrália | "Francaise des Jeux"                   | 6' 15"         |
| 9       | Tadej Valjavec     | Eslovênia | "Phonak Hearing Systems'               | 6' 34"         |
| 10      | Juan Manuel Gárate | Espanha   | "Lampre-Caffita"                       | 7' 47"         |